# Санта-Клара (Нью-Мексико)
Санта-Клара (англ. Santa Clara) — селище (англ. village) в США, в окрузі Грант штату Нью-Мексико. Населення — 1637 осіб (2020).

## Географія
Санта-Клара розташована за координатами 32°46′41″ пн. ш. 108°9′21″ зх. д. / 32.77806° пн. ш. 108.15583° зх. д. (32.777997, -108.155795).  За даними Бюро перепису населення США в 2010 році селище мало площу 3,34 км², з яких 3,31 км² — суходіл та 0,03 км² — водойми. В 2017 році площа становила 3,57 км², з яких 3,53 км² — суходіл та 0,03 км² — водойми.

## Демографія
Згідно з переписом 2010 року, у селищі мешкало 1686 осіб у 675 домогосподарствах у складі 430 родин. Густота населення становила 504 особи/км².  Було 798 помешкань (239/км²).
Расовий склад населення:
| - 78,6 % — білих - 2,2 % — корінних американців - 0,8 % — чорних або афроамериканців - 0,3 % — вихідців з тихоокеанських островів - 0,1 % — азіатів - 13,9 % — осіб інших рас |

До двох чи більше рас належало 4,0 %. Частка іспаномовних становила 80,0 % від усіх жителів.
За віковим діапазоном населення розподілялося таким чином: 24,2 % — особи молодші 18 років, 57,1 % — особи у віці 18—64 років, 18,7 % — особи у віці 65 років та старші. Медіана віку мешканця становила 45,0 року. На 100 осіб жіночої статі у селищі припадало 89,2 чоловіків;  на 100 жінок у віці від 18 років та старших — 87,1 чоловіків також старших 18 років.
Середній дохід на одне домашнє господарство  становив 33 143 долари США (медіана — 21 724), а середній дохід на одну сім'ю — 41 701 долар (медіана — 31 875). За межею бідності перебувало 31,8 % осіб, у тому числі 63,5 % дітей у віці до 18 років та 4,9 % осіб у віці 65 років та старших.
Цивільне працевлаштоване населення становило 462 особи. Основні галузі зайнятості: роздрібна торгівля — 30,7 %, освіта, охорона здоров'я та соціальна допомога — 29,2 %, будівництво — 12,3 %, сільське господарство, лісництво, риболовля — 9,1 %.